# إريك هول
إريك هول (بالإنجليزية: Eric Houle)‏ هو لاعب كرة قدم أمريكية أمريكي، ولد في 2 نوفمبر 1981، وتوفي في 26 مارس 2011.